# David M. Cote
David M. Cote, född 19 juli 1952 i Manchester, New Hampshire, är en amerikansk företagsledare som är styrelseordförande för den amerikanska konglomeratet Honeywell International, Inc. sedan 2002. Innan dess var han styrelseordförande, VD, president och COO för den amerikanska vapentillverkaren TRW, Inc. mellan 1999 och 2002 och VD och president för Honeywell mellan 2002 och 2017. Mellan 1979 och 1999 var han anställd hos General Electric Company.
Cote sitter i styrelsen för J.P. Morgan Chase sedan 2007 och är vice styrelseordförande för den mäktiga intresseorganisationen Business Roundtable sedan 2011. Han är också rådgivare åt riskkapitalbolaget KKR & Co. L.P.

## Kompensation
| År        | Lön ($)   | Bonus ($)  | Aktiepost ($) | Övrigt ($) | Totalt ($)  | Aktieinnehav1 | Aktievärde ($ mn) | Källa  |
| --------- | --------- | ---------- | ------------- | ---------- | ----------- | ------------- | ----------------- | ------ |
| 2012      | 1 800 000 | 23 000 000 | 22 940 000    | 7 760 000  | 55 790 000  | 0,05%         | 21,5              | [ 8 ]  |
| 2011      | 1 800 000 | 4 300 000  | 5 800 000     | 230 000    | 12 130 000  | 0,05%         | 22,7              | [ 9 ]  |
| 2010      | 1 800 000 |            |               | 410 000    | 2 210 000   | 0,06%         | 19,1              | [ 10 ] |
| 2009      | 1 830 000 | 3 500 000  |               | 14 420 000 | 19 750 000  | 0,06%         | 12,9              | [ 11 ] |
| 2008      | 1 620 000 | 4 200 000  |               | 410 000    | 6 230 000   | 0,06%         | 24,0              | [ 12 ] |
| 2007      | 1 610 000 | 3 300 000  |               | 20 850 000 | 25 760 000  | 0,05%         | 19,1              | [ 13 ] |
| 2006      | 1 500 000 | 3 000 000  |               | 5 240 000  | 9 740 000   | 0,05%         | 17,1              | [ 14 ] |
| 2005      | 1 500 000 | 2 400 000  |               | 5 519 000  | 9 419 000   | 0,01%         | 4,0               | [ 15 ] |
| 2005–2012 |           |            |               |            | 141 029 000 |               |                   |        |

1 = Aktieinnehav i Honeywell International, Inc.